# Rudolf Audritzký
Major v. v. Rudolf Audritzký (celým příjmením Údrčský svobodný pán z Údrče, 7. července 1888 Terezín – ?) byl český šlechtic z rodu Údrčských z Údrče, voják, československý legionář, příslušník dobrovolnické roty Nazdar v rámci francouzské Cizinecké legie během první světové války ve Francii, účastník bitvy u Arrasu. Byl jedním ze dvou prvních důstojníků československých legií bojujících na západní frontě.

## Život

### Mládí
Narodil se roku 1888 v pevnostním městě Terezín nedaleko Litoměřic, pravděpodobně v rodině vojenského důstojníka, z rodu Údrčských z Údrče. Po vychození kadetní školy vstoupil do rakousko-uherské armády, kde začal budovat kariéru, kde dosáhl hodnosti záložního poručíka k haličsko-bukovinského c. k. 9. dragounského pluku (DR 9 Erzherzog Albrecht). Od roku 1912 žil ve Francii.

### Válka
Dne 28. července 1914 Rakousko-Uhersko vyhlásilo válku Srbsku. Podobně jako další občané českého původu Audritzký odmítl splnit povolávací rozkaz do rakouské armády a zanedlouho se v Paříži přihlásil do roty Nazdar, vzniklé 31. srpna 1914 v rámci Cizinecké legie z iniciativy zástupců francouzské pobočky Sokola a sociálně-demokratického spolku Rovnost, zejména malířem Františkem Kupkou, Ernestem Denisem a jeho zetěm a organizátorem jednotky Václavem Dostalem. S ostatními sdílel myšlenku vzniku samostatného Československa. Setkal se rovněž s Milanem Rastislavem Štefánikem. Dostal pak v létě 1914 obdržel hodnost poručíka a přidělen k rotě jako první československý důstojník jednotky. Audritzkému byla pak při přijetí do legie přiznána jeho původní vojenská hodnost, tj. nadporučíka. S Dostálem pak absolvovali kulometný výcvik v Toulouse, aby pak mohli velet kulometným jednotkám.
K bojovému nasazení byla rota Nazdar odeslána v říjnu 1914 do kraje Champagne poblíž Remeše. Frontu se v té době podařilo stabilizovat a rota Nazdar žila běžným zákopovým životem. V dubnu 1915 byla jednotka převelena do oblasti Artois, kde francouzská armáda připravovala ofenzivu a marocká divize měla být nasazena na jejím útočném hrotu. Cílem legionářů se stalo dobytí strategické vyvýšené kóty 140 poblíž Vimy. 9. května 1915 se během bitvy u Arrasu s jednotkou zúčastnil těžkých bojů o kótu 140 u vesnice blízké vesnici Neuville-Saint-Vaast, při které rota utrpěla těžké ztráty: padli zde mezi jinými i praporečník roty, Karel Bezdíček, či Václav Dostal, jakožto první padlý československý důstojník války. Rota Nazdar po tomto nasazení přestala formálně existovat a její zbylí členové byli zařazeni do jiných jednotek.
V prosinci 1917 byl povýšen na kapitána. Audritzký setrval u čs. jednotek až do konce války. V červenci 1918 si zažádal k přeložení k Francouzskému letectvu, kde tehdy sloužili i další Češi, například Augustin Charvát, Jan Hofman (zemřel v boji), Václav Pilát, Václav Kahovec či Vilém Stanovský, pro svůj věk však již nebyl přijat. Od srpna 1918 byl přidělen k 22. pěšímu pluku čs. legií.

### Po vzniku Československa
Po skončení první světové války 11. listopadu 1918 přešel Audritzký v hodnosti majora do Československé armády. Byl vyznamenán Československým válečným křížem, Croix de guerre (Vojenský válečný kříž) a dalšími vojenskými oceněními. V únoru 1919 byl z francouzské armády propuštěn v hodnosti poručíka a vrátil se zpět do svého rodného kraje. Krátce byl členem Československé armády, neúspěšně usiloval o pozici vojenského atašé v Praze. Následně se rozhodl armádu opustit, demobilizován byl 15. března 1920. Civilním zaměstnáním je uváděn jako bankovní úředník.

### Rodina
Jeho příbuzný, Heribert Audritzky Freiherr von Udritsch (* 1893, Louny † 1982, Los Angeles, USA), sloužil během války jako vojenský pilot c. k. Rakousko-uherského letectva na východní frontě.